# Susan Thorsgaard

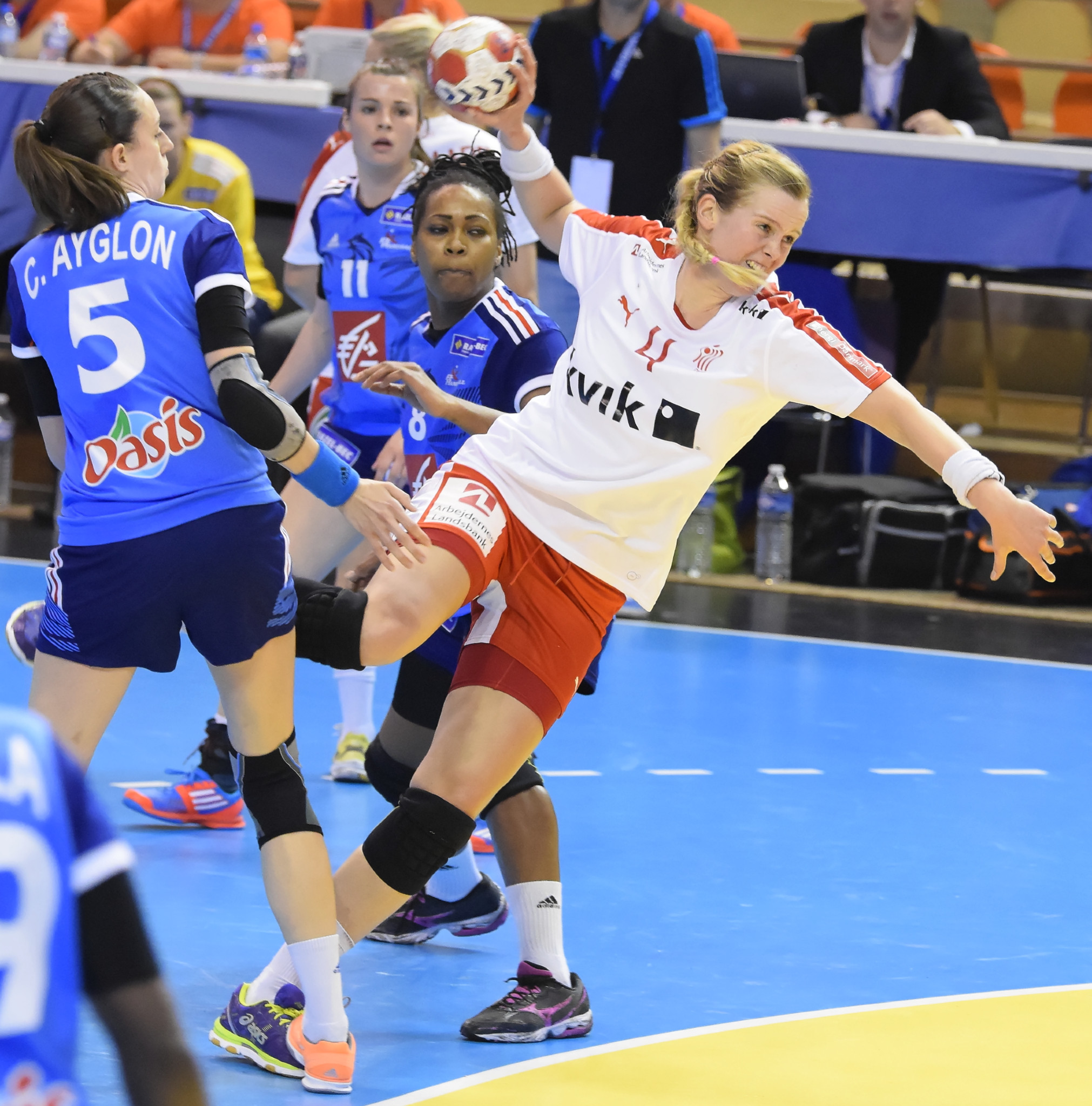
Rencontre France - Danemark lors de la Golden League.A Dijon, le 19 mars 2015.

Susan Thorsgaard, née le 13 octobre 1988 à Aarhus, est une handballeuse internationale danoise évoluant au poste de pivot.

## Palmarès

### En club
compétitions internationales
- vainqueur de la coupe EHF en 2011 (avec le FC Midtjylland)
- vainqueur de la coupe d'Europe des vainqueurs de coupe en 2015 (avec le FC Midtjylland)

compétitions nationales
- championne du Danemark en 2011, 2013 et 2015 (avec le FC Midtjylland)

### En sélection
championnats du monde
- 3e du championnat du monde en 2013 avec le Danemark[2]

autres
- finaliste du championnat du monde junior en 2008[3]
- vainqueur du championnat d'Europe junior en 2007[4]
- vainqueur du championnat du monde jeunes en 2006